# Turdus iliacus
Il tordo sassello (Turdus iliacus Linnaeus, 1758) è un uccello della famiglia dei Turdidi.
Tordo di piccola taglia, esile e irrequieto, ha forme piuttosto slanciate; il piumaggio di ambedue i sessi è di colore bruno-olivastro sul dorso, e bianco-fulvo con striature scure nelle parti inferiori del corpo. È una specie territoriale, monogama e gregaria soprattutto nel periodo delle migrazioni. Si alimenta spesso insieme ad altri turdidi e a storni. Uccello frugivoro e insettivoro, durante la stagione riproduttiva, si ciba soprattutto di insetti, lumache, vermi. Nel corso dello svernamento, si nutre prevalentemente di alimenti vegetali. È forse la specie che maggiormente sfrutta le condizioni meteorologiche, per compiere i movimenti migratori, al punto che i venti non solo influenzano i tempi e le rotte di migrazione, ma addirittura determinano la scelta dei quartieri di svernamento. Utilizzando la spinta del vento, i migratori risparmiano energie e riescono a mantenere velocità medie orarie dell’ordine di 80 chilometri, riducendo così i tempi necessari per la traversata dei tratti di mare.
Quasi tutta la sua popolazione europea è migratrice a lungo raggio o parziale, diffusa come nidificante alle alte e medie latitudini dell’Europa settentrionale e dell’Asia nord-occidentale. Durante la stagione riproduttiva, compresa tra maggio e luglio, si trova nei mosaici di campagna aperta e bosco, in pianura e bassa collina, dove costruisce il nido sugli alberi, nei cespugli e sulle rocce. Abita anche foreste decidue o miste con campi e paludi, radure nella foresta primaria, boschi cedui con sottobosco, boschetti costieri, tundra a salice e betulla e aree coltivate semiaperte. I quartieri di svernamento delle sue popolazioni migratrici europee interessano l’Europa occidentale e i paesi del bacino del Mediterraneo, fino al Maghreb, al Mar Nero, alla regione caucasica e a sud del Mar Caspio, da ottobre a febbraio.
Si sospetta una diminuzione in atto della popolazione complessiva di questa specie, classificata nella Categoria Quasi minacciata della Lista Rossa dell’IUCN. In Italia, è migratore regolare, con doppio passo, in ottobre-novembre e a febbraio-marzo. Nidificante irregolare, sverna su tutto il territorio nazionale, soprattutto in corrispondenza delle regioni centrali, in particolare sul versante tirrenico. È legato agli ambienti planiziali o collinari, dove frequenta la macchia mediterranea, i margini dei coltivi e i boschi di latifoglie. L’Italia settentrionale rappresenta un’importante area di transito, a differenza dell’Italia peninsulare, raggiunta soprattutto da soggetti svernanti.

## Descrizione
Raggiunge la lunghezza di 22 cm, ha un’apertura alare di 33-35 cm e un peso medio di 60-80 g. Il piumaggio è di colore bruno-olivastro scuro nelle parti superiori, bianco-fulvo striato di scuro nelle parti inferiori, rosso carnicino nel sottoala, dal quale spesso deborda. Il becco è robusto, marrone nerastro, con la base della mandibola inferiore gialla o giallo-arancio. La coda è di colore marrone scuro, di media lunghezza e quadrata. Il marcato sopracciglio è crema, l’iride bruno scuro. I tarsi sono lunghi e forti, zampe e piedi sono di color rosa-carnicino o grigio carnicino pallido. I sessi non sono distinguibili. Per le dimensioni e le forme pressoché identiche, può essere confuso col tordo bottaccio, dal quale si distingue per il colore più cupo del dorso, per l'evidente ed ampio sopracciglio color crema biancastro, per i fianchi e il sotto-ala castano-ruggine e la striatura del petto.

## Biologia

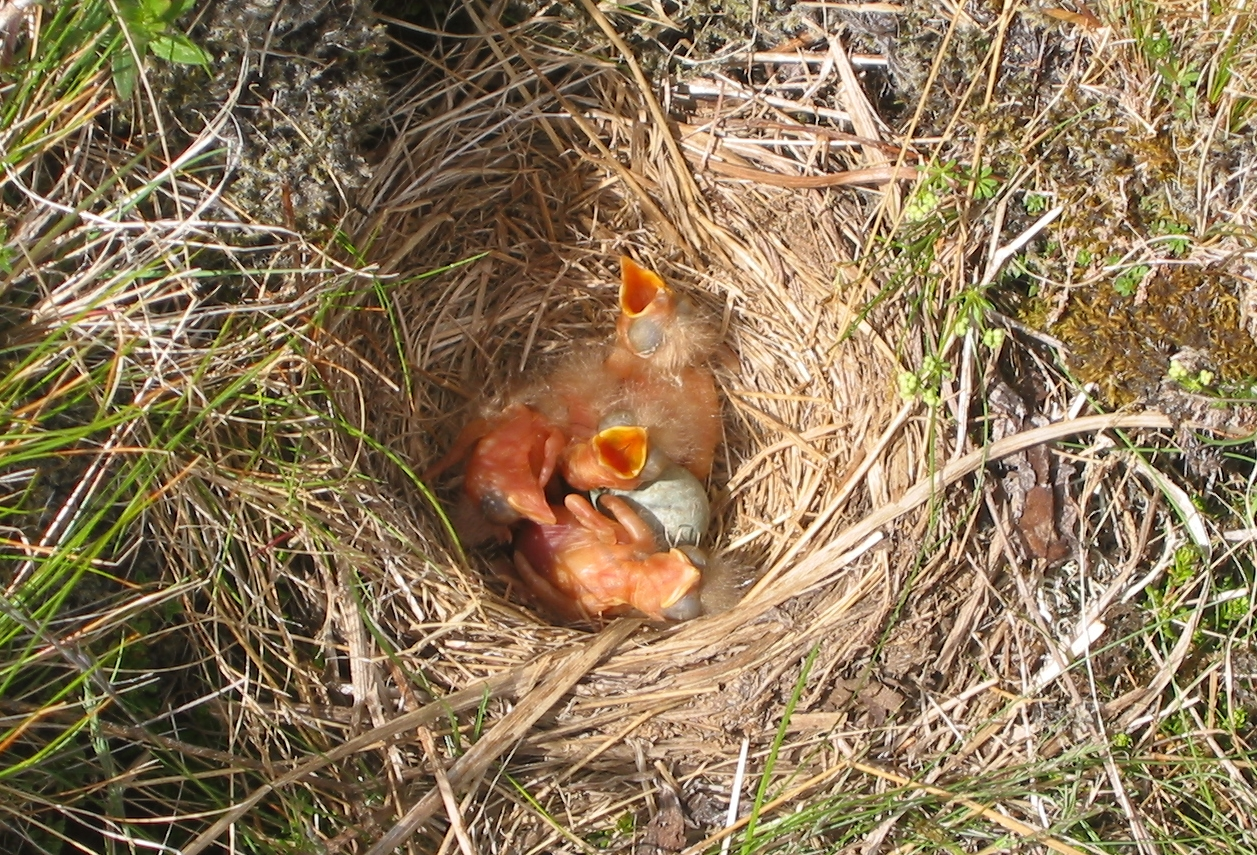
Pulli di tordo sassello

Può superare i 18 anni di età; i due sessi raggiungono la maturità sessuale a dodici mesi. È una specie territoriale, monogama e gregaria soprattutto nel periodo delle migrazioni, il suo istinto gregario è più sviluppato che nel tordo bottaccio, spesso si unisce in stormi con altri turdidi come la cesena. A differenza del tordo bottaccio, non tende a tornare regolarmente nelle stesse aree di svernamento. Tende a migrare in gruppi da pochi uccelli a oltre 200 individui, di notte, emettendo un breve siii, con il quale si mantiene in contatto con i compagni. Possiede un volo caratterizzato da rapidi battiti d’ala interrotti da brevi planate ad ali chiuse; veloce e abbastanza diritto, simile (ma più rapido) a quello del tordo bottaccio, ma in genere vola ad altezze superiori. Anche a terra, ricorda il tordo bottaccio, ma sta in una posizione meno eretta.

### Alimentazione
Ricerca il cibo sul terreno nei campi e nel sottobosco, dove corre e saltella agilmente. Si alimenta spesso insieme ad altri turdidi e a storni. Uccello frugivoro e insettivoro, durante la stagione riproduttiva, si ciba soprattutto di insetti e loro larve (cavallette, coleotteri, formiche, millepiedi, mosche), ragni, piccole lumache e vermi. Come le specie congeneri, nel corso dello svernamento, si nutre prevalentemente di alimenti vegetali: agrifoglio, biancospino, edera, ginepro, mirtillo, olive, ramno, ribes, more, sambuco, fragole, olive, pere e uva. In cattività, può essere alimentato con farina di lombrichi, larve di insetti, uva secca, farina di mais, frutta e mangimi pellettati o pastoni a base di insetti.

### Riproduzione

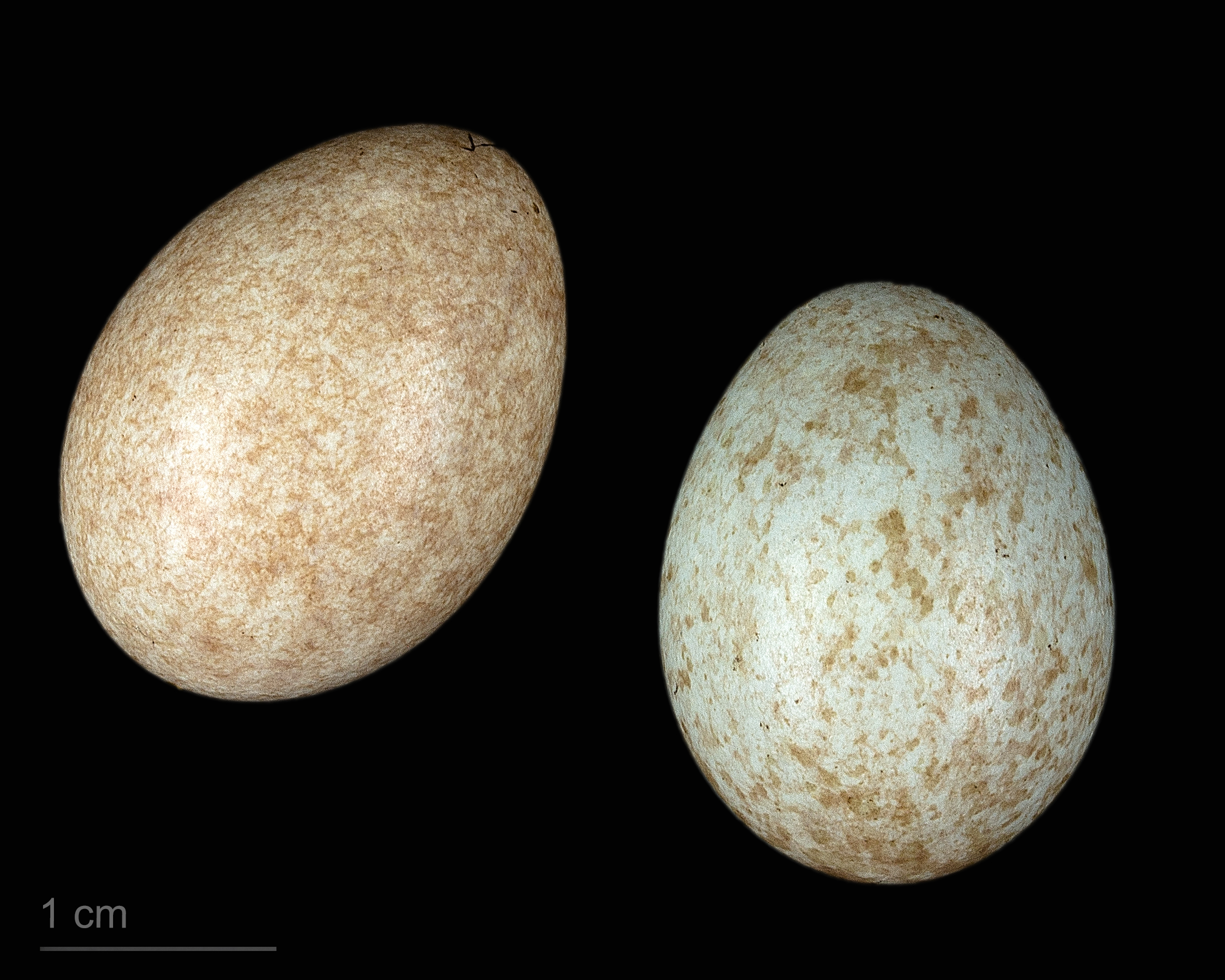
Uova di Turdus iliacus coburni - Museo di Tolosa

La stagione riproduttiva è compresa tra maggio e luglio. La femmina costruisce il nido, a forma di coppa, sugli alberi o nei cespugli e, talvolta, ai piedi di un albero o tra le radici di una pianta abbattuta, sulle rocce, anche all’interno dei parchi cittadini, utilizzando materiale vegetale impastato con fango e tappezzato con piumino. Depone quattro-sei uova, di colore blu chiaro o verdastro con macchie bruno-rossastre, che vengono covate anche dal maschio, per circa 13 giorni. I pulcini sono alimentati da entrambi i genitori per due-tre settimane, poi escono dal nido e continuano ad essere nutriti dal maschio, mentre la femmina inizia una nuova covata.

### Voce
Il canto è meno sviluppato e vario di quello del tordo bottaccio, con frasi simili a quelle riprodotte dal merlo, anche se meno complesse e formate da tre o quattro note flautate, che terminano con un suono gutturale. Ogni strofa è costituita da una parte sonora (truui-truui-truui), seguita da un dolce cinguettio cigolante. Il grido di contatto è un sibilante e penetrante detto striscio, prolungato siiiiiip, meno comune un gak nasale. Posato, emette un dolce ppè. Il grido d’allarme consiste in una serie di trèt-trèt-trèt-trèt acuti e sgraziati.

## Distribuzione, migrazioni e habitat

### Distribuzione
Esistono due sottospecie: Turdus iliacus coburni, che nidifica solamente in Islanda e nelle isole Fær Øer e la sottospecie nominale, che occupa gran parte dell’Eurasia settentrionale, dalla Scozia alla Siberia orientale. L’areale riproduttivo risulta frammentato lungo i propri confini meridionali, in Gran Bretagna, in Svezia meridionale, in Polonia e in Ucraina. I quartieri di svernamento si estendono dalle Isole Britanniche fino al Nord Africa e dal Golfo di Finlandia al Medio Oriente.

### Migrazioni
Quasi tutta la popolazione europea è migratrice a lungo raggio o parziale, diffusa come nidificante alle alte e medie latitudini dell’Europa settentrionale e dell’Asia nord-occidentale. I soggetti provenienti da Islanda, Svezia, Finlandia e Russia tendono a raggiungere i quartieri di svernamento in Norvegia, Gran Bretagna, Scozia, Irlanda, Francia settentrionale, Penisola Iberica, Grecia settentrionale, Cipro, Marocco e Israele, da ottobre a febbraio. Il tordo sassello è forse la specie che maggiormente sfrutta le condizioni meteorologiche, per compiere i movimenti migratori, al punto che i venti non solo influenzano i tempi e le rotte di migrazione, ma addirittura determinano la scelta dei quartieri di svernamento. Utilizzando la spinta del vento, i migratori risparmiano energie e riescono a mantenere velocità medie orarie dell’ordine di 80 chilometri (con punte massime di 100 chilometri), riducendo così i tempi necessari per la traversata dei tratti di mare. La migrazione pre-nuziale va da fine gennaio a metà aprile.

### Habitat
Nidifica alle latitudini alte e medio-alte della Regione Paleartica in praterie e altopiani della fascia climatica continentale, boreale (taiga) e subartica, evitando le zone dove il terreno rimane ghiacciato o coperto dalla neve. Durante la stagione riproduttiva, questa specie si trova nei mosaici di campagna aperta e bosco in pianura e bassa collina, soprattutto nei bacini fluviali e nelle pianure alluvionali. Abita anche foreste decidue o miste con campi e paludi, radure nella foresta primaria, boschi cedui con sottobosco, boschetti costieri, tundra a salice e betulla, aree coltivate semiaperte, parchi e giardini. I quartieri di svernamento delle popolazioni migratrici europee interessano l’Europa occidentale e i paesi del bacino del Mediterraneo fino al Maghreb, al Mar Nero, nella regione caucasica e a sud del Mar Caspio. Le massime densità si riscontrano in prossimità dei frutteti (soprattutto oliveti e vigneti), ma la specie frequenta abitualmente anche i boschi mediterranei e le campagne alberate. Durante gli inverni particolarmente rigidi, soprattutto nelle parti più settentrionali dell’areale di svernamento, numerosi individui si spingono lungo le coste o in ambienti urbani alla ricerca di condizioni climatiche più favorevoli.

## Predatori e parassiti
Il tordo sassello è predato da vari rapaci, tra cui astore, sparviero e civetta ed è parassitato da zecche e pulci ed endoparassiti e patogeni  (vermi piatti, Campilobacter, Haemoproteus, virus dell’encefalite). Inoltre, è parassitato dal cuculo.

## Status e conservazione
300.000 - 40.300.000 individui maturi rappresenterebbero la popolazione europea. Si prevede che quest’ultima diminuirà a un tasso del 30% circa nei prossimi 15-16 anni (tre generazioni) e si stima che anche la popolazione russo-asiatica abbia registrato un certo calo. Si sospetta, dunque, che la popolazione complessiva stia diminuendo a un tasso intorno al 30%. Questa specie è, pertanto, precauzionalmente classificata nella Categoria Quasi minacciata della Lista Rossa dell’IUCN.
La consistenza della popolazione può variare fortemente in funzione degli effetti di inverni rigidi e di estati sfavorevolmente fredde; il cambiamento climatico potrebbe avere un effetto su questa specie, in considerazione della sua nidificazione nelle regioni settentrionali. Anche la riduzione delle aree boscate dovuta al pascolo eccessivo può influire negativamente sulla sua presenza in un'area. Inoltre, questa specie è tuttora oggetto di intensa ed estesa attività venatoria e di bracconaggio con trappole nel bacino del Mediterraneo, per l’ottima qualità delle sue carni.

## Posizione nell’ecosistema
Importante è il ruolo di questo tordo nella propagazione delle specie vegetali che gli forniscono il nutrimento, per le implicazioni relative alla preservazione della biodiversità.
In una prospettiva di lungo termine, considerato il cambiamento climatico che sta determinando la ridistribuzione della vita sulla Terra, il tordo sassello è tra i migratori con il maggior potenziale di dispersione delle piante europee verso latitudini più fredde.

## Rapporti con l'uomo
- Leggende, miti e simboli
- Simbologia
- Stemmi, emblemi, armi araldiche
- Nella cultura di massa

Molti paesi hanno emesso francobolli con l’immagine del tordo sassello, tra questi, Albania, Bahrein, Belgio, Georgia, Iran, Isola di Man, Islanda, Regno Unito di Gran Bretagna e Irlanda del Nord e Togo.

## In Italia
Migratore regolare, con doppi passi da metà ottobre a novembre e a febbraio-marzo, è svernante e nidificante irregolare. I contingenti che transitano o svernano in Italia originano per lo più dalla Penisola Scandinava (Finlandia e Svezia), dalla Russia asiatica e della Siberia. Il tordo sassello sverna su tutto il territorio nazionale, isole maggiori comprese, soprattutto in corrispondenza delle regioni centrali, in particolare sul versante tirrenico. È legato soprattutto agli ambienti planiziali o collinari, dove frequenta la macchia mediterranea, i margini dei coltivi e i boschi di latifoglie. Le presenze aumentano fino alla seconda decade di novembre e si mantengono su livelli medi per tutto il mese di dicembre. L’Italia settentrionale rappresenta un’importante area di transito, a differenza dell’Italia peninsulare che viene raggiunta soprattutto da soggetti svernanti.

## Sistematica
Del tordo sassello si riconoscono due distinte sottospecie:
- T. i. iliacus Linnaeus (1758)  - dall'Europa settentrionale alla Siberia centrale.
- T. i. coburni Sharpe (1901)   - Islanda e Isole Faroe.